# Friedrich Georg Wilhelm Struve

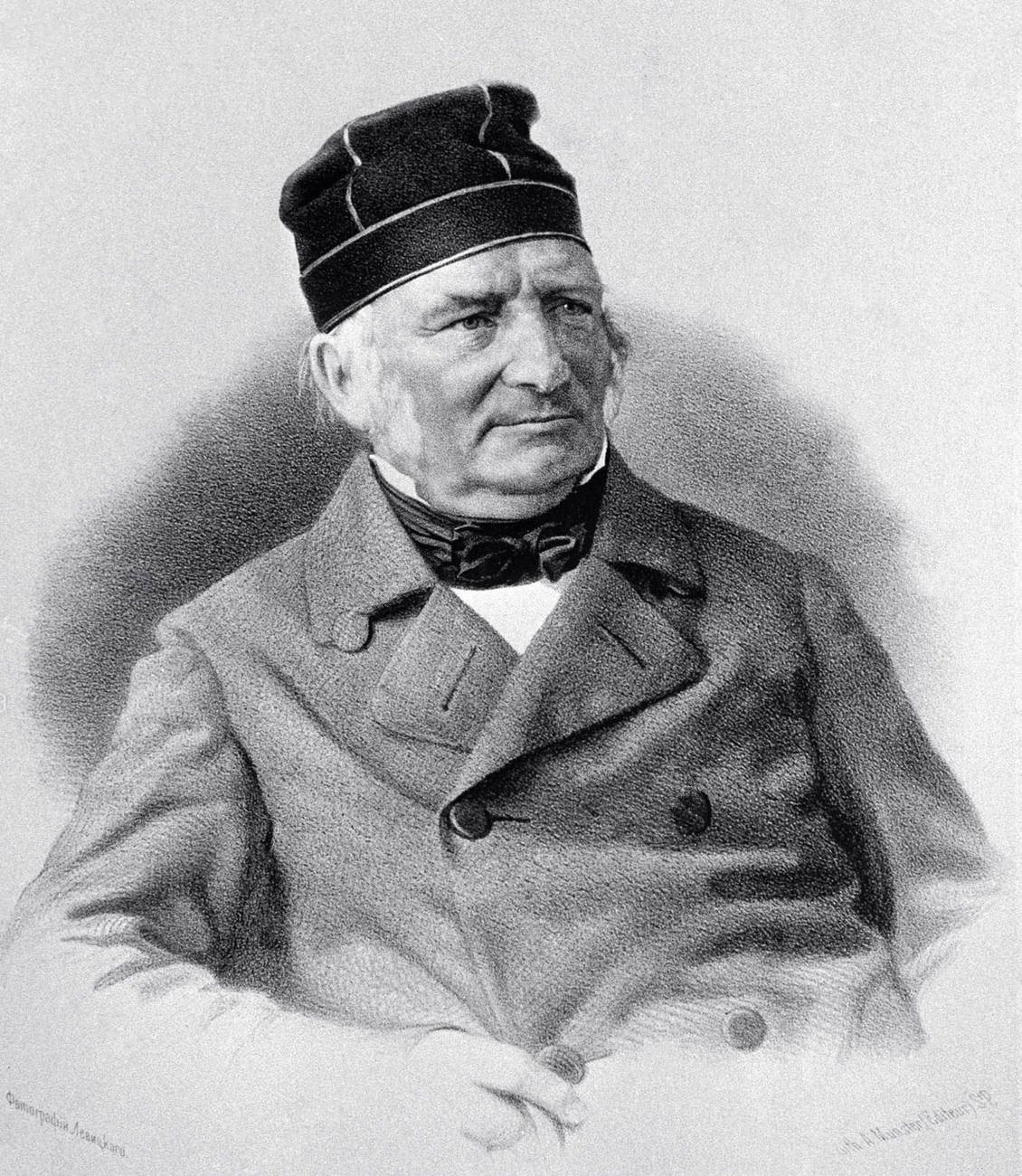
Struve na litograficznej kopii fotografii z 1864 roku

Friedrich Georg Wilhelm Struve (ros. Василий Яковлевич Струве, trb. Wasilij Jakowlewicz Struwe) (ur. 15 kwietnia 1793 w Altonie, zm. 11 listopada?/23 listopada 1864) – rosyjski astronom niemieckiego pochodzenia.

## Życie i twórczość
Urodził się w Księstwie Holsztynu, będącym wówczas w unii z Danią. Jego  ojciec, nauczyciel matematyki, chcąc uchronić syna przed wcieleniem do wojska przez okupujące księstwo oddziały napoleońskie, wysłał go w 1808 roku do Dorpatu w Imperium Rosyjskim, gdzie jego brat był wykładowcą na uczelni. 
W 1808 roku rozpoczął studia filologiczne w Dorpacie (obecnie Uniwersytet w Tartu). W 1811 rozpoczął studia astronomiczne. Od 1816 prowadził triangulację w Liwonii. W latach 1813–1839 był profesorem na tym uniwersytecie oraz dyrektorem uniwersyteckiego obserwatorium (1817). Po rozstaniu z uniwersytetem, gdzie zastąpił go Johann Heinrich von Mädler, w 1835 na prośbę rosyjskiego cesarza Mikołaja I wyjechał do Pułkowa koło Petersburga by nadzorować tam budowę obserwatorium i prowadzić je w latach 1839–1862. W nim dokonał w 1838 jednego z pierwszych pomiarów paralaksy Wegi, a w 1839 roku został dyrektorem tegoż obserwatorium.
Był także inicjatorem prowadzonych w latach 1822–1828 pomiarów południka ziemskiego, znanych jako Południk Struvego. W 1831 opublikował pracę o triangulacji nadbałtyckich prowincji Imperium Rosyjskiego (niem. Beschreibung der Breitengradmessung in den Ostseeprovinzen Russlands).
W 1824 po zmontowaniu w Dorpacie dużego refraktora o średnicy 24 cm, rozpoczął obserwację gwiazd. W swoim przeglądzie objął 120 tys. obiektów i zmierzył 3112 gwiazd podwójnych, z czego ok. 75% było wcześniej nieznanych.
Czynny w dziedzinie astronomii gwiazd stałych, wydał w 1827 spis 3112 nowych gwiazd podwójnych (łac. Catalogus novus stellarum duplicium).
Odkrył 2343 gwiazdy. W 1837 roku ukazała się następna praca: Mikrometryczne pomiary gwiazd podwójnych (łac. Stellarum Duplicium Mensurae Micrometricae), zawierająca rezultaty 13-letnich obserwacji położeń gwiazd w 2640 parach. Jest ona obecnie jednym z klasycznych katalogów astronomii gwiazd podwójnych.
Pozostawił wiele prac z obserwacji Słońca i położeń gwiazd oraz wyprowadzenia ich stałych astronomicznych.
W 1843 roku przyjął razem z synem rosyjskie obywatelstwo. Astronomami byli też inni członkowie rodziny Struve: jego syn Otto Wilhelm von Struve, wnuk Hermann von Struve oraz prawnuk Otto Struve.

## Wyróżnienia
W 1826 roku został uhonorowany Złotym Medalem Królewskiego Towarzystwa Astronomicznego. W 1851 został nagrodzony pruskim orderem Pour le Mérite.
- 1827 – członek zagraniczny Royal Society[10][11],
- 1832 – członek zwyczajny Rosyjskiej Akademia Nauk[12],
- 1833 – członek Królewskiej Szwedzkiej Akademii Nauk[13],
- 1833 – członek korespondent Francuskiej Akademii Nauk[14],
- 1835 – członek Bawarskiej Akademii Nauk[8],
- 1853 – członek Amerykańskiego Towarzystwa Filozoficznego[15],
- 1858 – członek Leopoldiny[16]
- 1858 – członek Akademii Nauk w Getyndze[9],

Upamiętnia go nazwany jego imieniem szczyt we wschodniej Antarktydzie, Pik Wasilija Struve. Dynastia astronomów rodziny Struve została upamiętniona nazwą planetoidy (768) Struveana oraz kraterem księżycowym Struve.